# Порций Фест
Порций Фест (на латински: Porcius Festus; † 62 г.) e римски конник и прокуратор на Юдея от 60 до 62 г.
Според Библията юдейският цар Ирод Агрипа II и сестра му Береника го посещават в Цезареа (Кесария в Палестина) и остават при него няколко дена. Той предава заловения Апостол Павел от неговия предшественик Марк Антоний Феликс на Ирод Агрипа II, за да реши какво да прави с него. (). Когато Павел апелира към римския император Нерон, Фест го изпраща в Рим.
Негов наследник през лятото 62 г. е Лукцей Албин и вълненията в Юдея се засилват отново.
- Монета на Порций Фест
- Св. Павел и Порций Фест на прозорец в катедралата Св. Павел в Мелбърн